# عراكبي آل عبيد (لودر)

تعديل مصدري - تعديل

عراكبي آل عبيد هي إحدى قرى عزلة زارة بمديرية لودر التابعة لمحافظة أبين، بلغ تعداد سكانها 280 نسمة حسب تعداد اليمن لعام 2004.